# فرانس فربک
فرانس فربک (انگلیسی: Frans Verbeeck؛ زادهٔ ۱۳ ژوئن ۱۹۴۱) دوچرخه‌سوار اهل بلژیک است.